# ヴィクター・アレクサンダー
ヴィクター・アレクサンダー(Victor Alexander,1969年8月31日- )はアメリカ合衆国ミシガン州デトロイト出身の元バスケットボール選手。ポジションはガード。

## 経歴
アイオワ州立大学では1989年、1991年にビッグ8カンファレンスのファーストチームに選ばれている。またアイオワ州立大学歴代トップのFG成功率61.1%を記録している。
1991年のNBAドラフトで全体17番目でゴールデンステート・ウォリアーズに指名された。アレクサンダーはNBAで5年間で286試合に出場、1試合あたり8.9得点を記録。主にウォリアーズでプレイした。
その後、ギリシャのAEK Athens BCとPAOK BC、イスラエルのマッカビ・テルアビブ、スペインリーグ1部リーガACBのタウ・セラミカ、ロシアのCSKAでもプレイした。
2003年にはオールユーロリーグのファーストチームに選ばれた。